# Луфер Абрам Михайлович
Абрам Михайлович Луфер (25 серпня 1905, Київ — 13 липня 1948, Київ) — український радянський піаніст і педагог, заслужений діяч мистецтв Української РСР (з 1945 року).

## Біографія
Народився 12 (25 серпня) 1905 року в Києві. В 1925 році закінчив Київський музичний технікум по класу фортепіано у Г. М. Беклемішева, в 1928 році — Вищий музично-драматичний інститут імені Лисенка, в якому в 1928—1934 роках викладав фортепіано (з 1929 року — завідувач кафедри). У 1934 році керував реорганізацією музичної освіти в Києві, очолив консерваторію (до її складу увійшли 1-ша муз-профшкола, музтехнікум і теоретико-композиторський факультет інституту; консерваторія нагороджена під час його роботи в ній орденом Леніна); з 1935 року — професор, до 1941 і в 1944—1948 роках — директор. В 1941—1944 директор і завідувач кафедри Свердловської консерваторії. Серед учнів — Т. Й. Гольдфарб, А. О. Лисенко, С. А. Дайч. На 1939 рік — заступник начальника Управління в справах мистецтв при РНК УРСР. Член ВКП(б) з 1939 року.

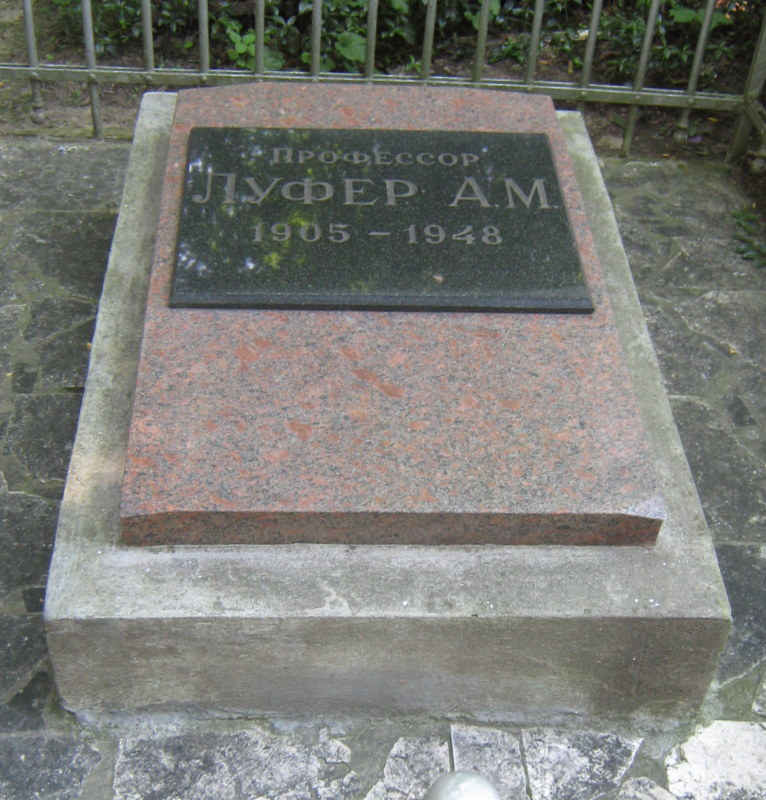
Могила Абрама Луфера

Помер 13 липня 1948 в Києві. Похований в Києві на Байковому кладовищі (ділянка № 7).

## Творчість
Як піаніст виступав з 1929 року. У 1930—1941 і 1944—1946 роках — соліст Київської філармонії та Радіокомітету.
Лауреат Всеукраїнського конкурсу піаністів у Харкові (1-ша премія, 1930), 2-го Міжнародного конкурсу піаністів імені Ф. Шопена у Варшаві (3-тя премія, 1932).
Пропагував твори сучасних українських композиторів (В. С. Косенка, Б. Лятошинського, Л. М. Ревуцького). Виступав зі статтями з питань музичної освіти, піанізму та інше.